# Chung Kha
Zhong Ke (giản thể: 钟柯; phồn thể: 鐘柯; bính âm: Zhōng Kē; sinh ngày 10 tháng 8 năm 1995) là một cầu thủ bóng đá Trung Quốc thi đấu cho đội bóng tại Giải bóng đá ngoại hạng Hồng Kông R&F.

## Sự nghiệp câu lạc bộ
Zhong Ke bắt đầu sự nghiệp bóng đá vào tháng 8 năm 2016 khi anh gia nhập đội bóng tại Giải bóng đá ngoại hạng Hồng Kông R&F, là đội vệ tinh của đội bóng tại Giải bóng đá ngoại hạng Trung Quốc Guangzhou R&F. He made his senior debut on 8 tháng 1 năm 2017 in a 5–0 away win trước Kitchee. Ngày 12 tháng 2 năm 2017, anh ghi bàn thắng đầu tiên ở Hồng Kông Sapling Cup 2016–17 khi R&F thất bại trước Eastern 7–1. Anh thi đấu 7 trận cho R&F mùa giải 2016–17 và ở lại câu lạc bộ thêm một mùa giải.

## Thống kê sự nghiệp
Tính đến 13 tháng 5 năm 2018
| Thành tích câu lạc bộ | Thành tích câu lạc bộ | Thành tích câu lạc bộ             | Giải vô địch | Giải vô địch | Cúp     | Cúp       | Cúp Liên đoàn   | Cúp Liên đoàn   | Châu lục | Châu lục  | Tổng cộng | Tổng cộng |
| Mùa giải              | Câu lạc bộ            | Giải vô địch                      | Số trận      | Bàn thắng    | Số trận | Bàn thắng | Số trận         | Bàn thắng       | Số trận  | Bàn thắng | Số trận   | Bàn thắng |
| Hồng Kông             | Hồng Kông             | Hồng Kông                         | Giải vô địch | Giải vô địch | Cúp FA  | Cúp FA    | Cúp Liên đoàns1 | Cúp Liên đoàns1 | Châu Á   | Châu Á    | Tổng cộng | Tổng cộng |
| --------------------- | --------------------- | --------------------------------- | ------------ | ------------ | ------- | --------- | --------------- | --------------- | -------- | --------- | --------- | --------- |
| 2016–17               | R&F                   | Giải bóng đá ngoại hạng Hồng Kông | 7            | 0            | 0       | 0         | 1               | 1               | -        | -         | 8         | 1         |
| 2017–18               | R&F                   | Giải bóng đá ngoại hạng Hồng Kông | 9            | 0            | 1       | 0         | 1               | 0               | -        | -         | 11        | 0         |
| Tổng cộng             | Hồng Kông             | Hồng Kông                         | 16           | 0            | 1       | 0         | 2               | 1               | 0        | 0         | 19        | 1         |
| Tổng cộng sự nghiệp   | Tổng cộng sự nghiệp   | Tổng cộng sự nghiệp               | 16           | 0            | 1       | 0         | 2               | 1               | 0        | 0         | 19        | 1         |

1League Cups include Hồng Kông Senior Challenge Shield, Cúp Liên đoàn bóng đá Hồng Kông và Hồng Kông Sapling Cup.